# James Hill (antiquaire)
Pour les articles homonymes, voir James Hill et Hill.
James Hill est un antiquaire britannique né le 7 février 1697 à Hereford et mort en août 1727, probablement à Hereford.

## Biographie
Après avoir étudié au Trinity College de l'université d'Oxford, James Hill est appelé au barreau de Middle Temple, à Londres, en 1721. Il devient membre de la Society of Antiquaries en 1718 et de la Royal Society l'année suivante. Il entame plusieurs projets de publications qui ne voient jamais le jour, dont une histoire de la ville de Hereford et du comté du Herefordshire ou un catalogue de la collection de monnaies du comte d'Oxford. Il meurt à l'âge de trente ans et est enterré à la cathédrale de Hereford. Ses archives sont conservées à la bibliothèque municipale de Hereford.